# Pseudomys australis
Pseudomys australis là một loài động vật có vú trong họ Chuột, bộ Gặm nhấm. Loài này được Gray mô tả năm 1832.

## Hình ảnh

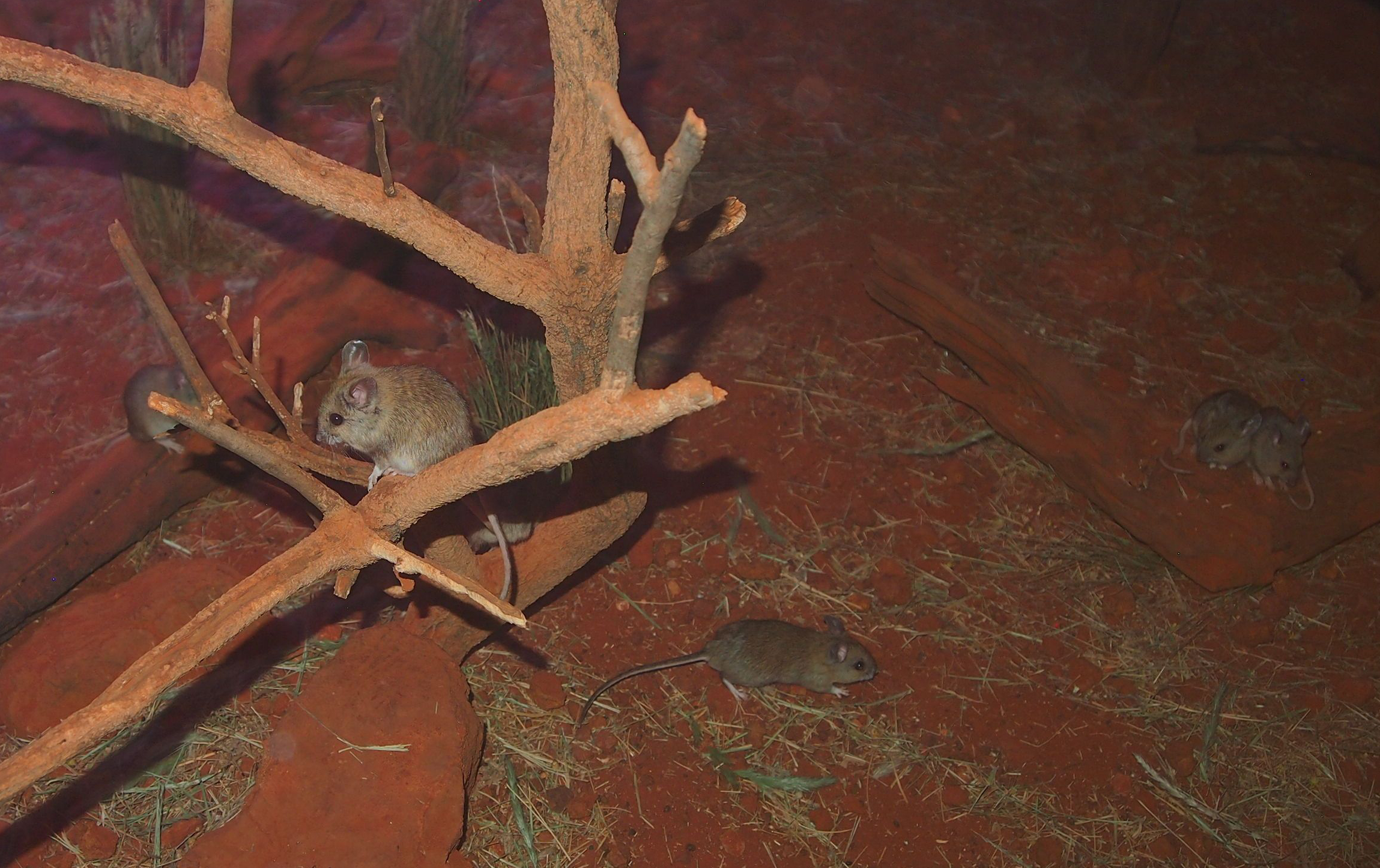
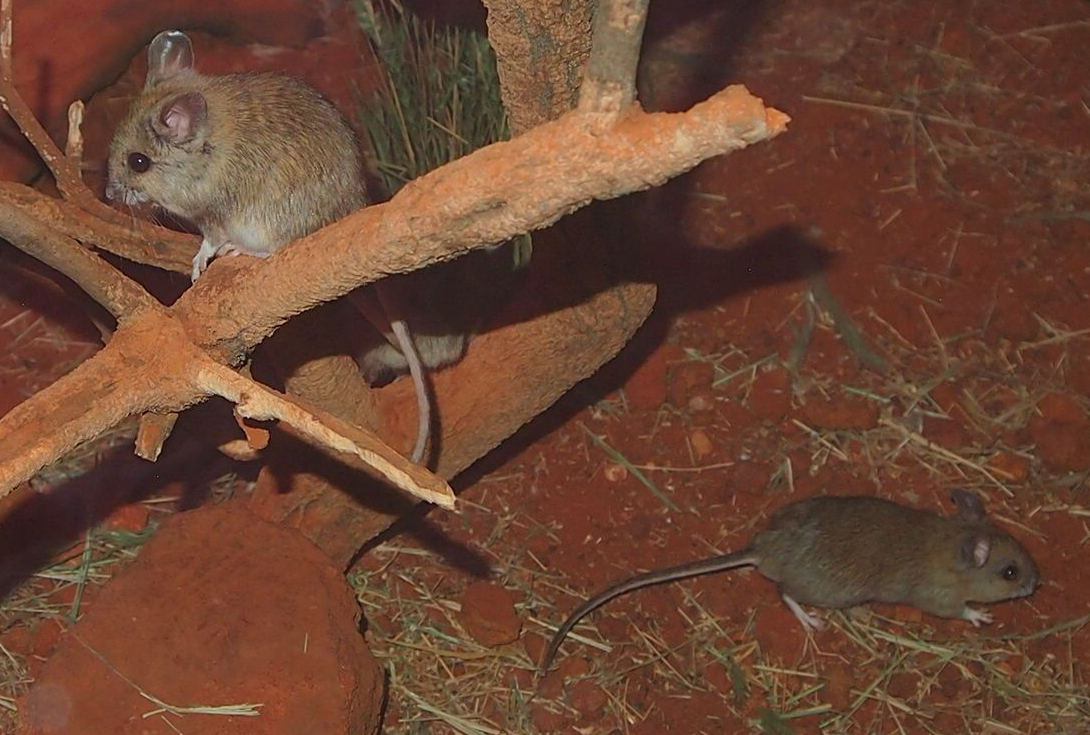